# Pravopis latinskog jezika
Obično se danas na latinski jezik primjenjuju postavke suvremenih jezika, a najvažnija obilježja su:
1. velikim slovom pišu se vlastita imena ljudi i zemljopisnih pojmova i svi pridjevi izvedeni od njih;
2. rečenice u obrnutom redu (inverziji) redovito se odvajaju zarezom, a i većina drugih zavisnih rečenica.

## Poveznice
- Gramatika latinskog jezika